# Chỉ số áp lực thời tiết
Chỉ số áp lực thời tiết, hay WSI, là thước đo tương đối của các điều kiện thời tiết, thường được sử dụng như là một chỉ số thoải mái. Chỉ số, một số từ 0 đến 100, biểu thị phần trăm thời gian trong quá khứ với nhiệt độ dưới nhiệt độ hiện tại, cho một vị trí, ngày và giờ nhất định. Điều này làm cho chỉ số trở thành một biện pháp địa phương dựa trên các điều kiện thời tiết trong quá khứ. Ví dụ: nếu cho một vị trí nhất định, vào ngày 25 tháng 7 lúc 13:00 UTC, WSI là 85 với nhiệt độ 42 °C (108 °F), điều này có nghĩa là nhiệt độ thấp hơn 42 °C trong 85% thời gian trước đây, ở cùng một nơi, vào ngày 25 tháng 7 lúc 13:00 UTC (và cao hơn 42 °C trong 15% của thời gian trên cùng một địa điểm, ngày và giờ). Nói cách khác, WSI đưa ra xác suất tìm thấy nhiệt độ nhỏ hơn trong lịch sử thời tiết địa phương tại một ngày và thời gian nhất định, so với phép đo hiện tại. Do đó, các giá trị cao của WSI dự đoán sự khó chịu tương đối do nhiệt độ quá cao đối với sinh hoạt của người dân địa phương.

## Sử dụng chỉ mục
Cùng một WSI cho các điểm địa lý khác nhau có thể không đề cập đến cùng một nhiệt độ - WSI 99,99 hiển thị một vị trí nhất định gần Bắc Cực có thể đề cập đến nhiệt độ, ở vĩ độ thấp hơn, có thể được đánh giá với WSI là 50 (nhiệt độ trung bình) cho cùng ngày và giờ.